# Случ (притока Прип'яті)
Случ — річка в Білорусі, ліва притока Прип'яті. Довжина — 228 км, площа басейну — 5 760 км².
Протікає головним чином на Поліссі. У середній течії річки — Солігорське водосховище. Живлення — міщане, з переважанням снігового. Із грудня до березня замерзає.
На Случі розташоване місто Слуцьк.
| Білорусь | Це незавершена стаття з географії Білорусі. Ви можете допомогти проєкту, виправивши або дописавши її. |